# Charles Boisselin
 (novembre 2022).
Charles Boisselin (1662 à Rognes (Bouches du Rhône) - 24 février 1746) est un menuisier-sculpteur français et facteur d'orgues.

## Biographie
Il s’installe à Avignon. En 1689, il réalise la boiserie de la pharmacie du collège Saint-Joseph des Jésuites d’Avignon en collaboration avec les sculpteurs Peru. Deux ans plus tard, les Chartreux de Villeneuve-lès-Avignon lui commandent 38 stalles pour le chœur de la Chartreuse Notre-Dame-du-Val-de-Bénédiction.
En 1701, il s’associe avec le facteur d'orgues Pierre Galeran, natif de Rennes, venu de Bordeaux en passant par Montpellier pour se fixer cette année-là à Avignon. Tous deux réalisent en 1701 l'orgue de l'église Saint-Jean-Baptiste de Bagnols-sur-Cèze,  Classé MH, entre 1702-1703, l’orgue de Caromb,  Classé MH, puis en 1704 l’orgue de l’abbatiale de Saint-Gilles du Gard,  Classé MH et celui de la cathédrale Notre-Dame de Saint-Paul-Trois-Châteaux dans la Drôme,  Classé MH, enfin en 1705, celui de la cathédrale Sainte-Anne d'Apt dans le Vaucluse,  Classé MH.
Il s'agit toujours d'orgues de dimensions modestes, à un seul clavier, donc sans positif dorsal, avec des compositions très voisines. Seul le buffet  est remarquable par la volonté du menuisier-sculpteur d'abandonner le type plat hérité de la facture italienne, comme à Caromb, au profit d'un schéma, plus français, à trois tourelles (la plus grande au centre) encadrant deux plates-faces que l'on retrouve dans tous ses autres instruments. Ses buffets sont toujours abondamment et très finement sculptés, notamment les culs-de-lampe soutenant les tourelles, les panneaux du soubassement traités en bas-reliefs, les chutes de feuillage sur les poteaux de l'ossature et les volumineuses jouées.
À l'évidence[non neutre] c'est lui qui signe les prix-faits, édifie les buffets et la menuiserie de l'instrument, et aide au montage des éléments sonores réalisés, eux, par Galeran.
Durant toutes ces années, il s'initie à la facture d'orgues et, en 1710, se sépare de Pierre Galeran. Son activité s'en trouve désormais réduite à l'entretien et à la transformation d'instruments modestes. Ainsi, en 1712, il restaure et agrandit l'orgue de l'église Sainte-Marthe de Tarascon,  Classé MH, en modifiant grandement le buffet que, seul dans ce cas, il peint en rouge et or. Cette même année, il démonte et déplace l'orgue de Malaucène,  Classé MH, modifie un peu le buffet et ajoute deux jeux. Et toujours la même année, il réalise le retable des Bénédictines de Notre-Dame à Avignon, selon un dessin de Pierre Mignard.
Toutefois, en 1729, il achève  l'orgue le plus développé de sa production (véritable 8 pieds) pour la cathédrale Saint-Jean-Baptiste d'Alès,  Classé MH ; et il construit, en 1742, celui de la collégiale Notre-Dame-des-Pommiers à Beaucaire (Gard) (aujourd’hui disparu).
Charles Boisselin meurt le 24 février 1746 et est enterré dans l’église Saint-Genest d'Avignon.

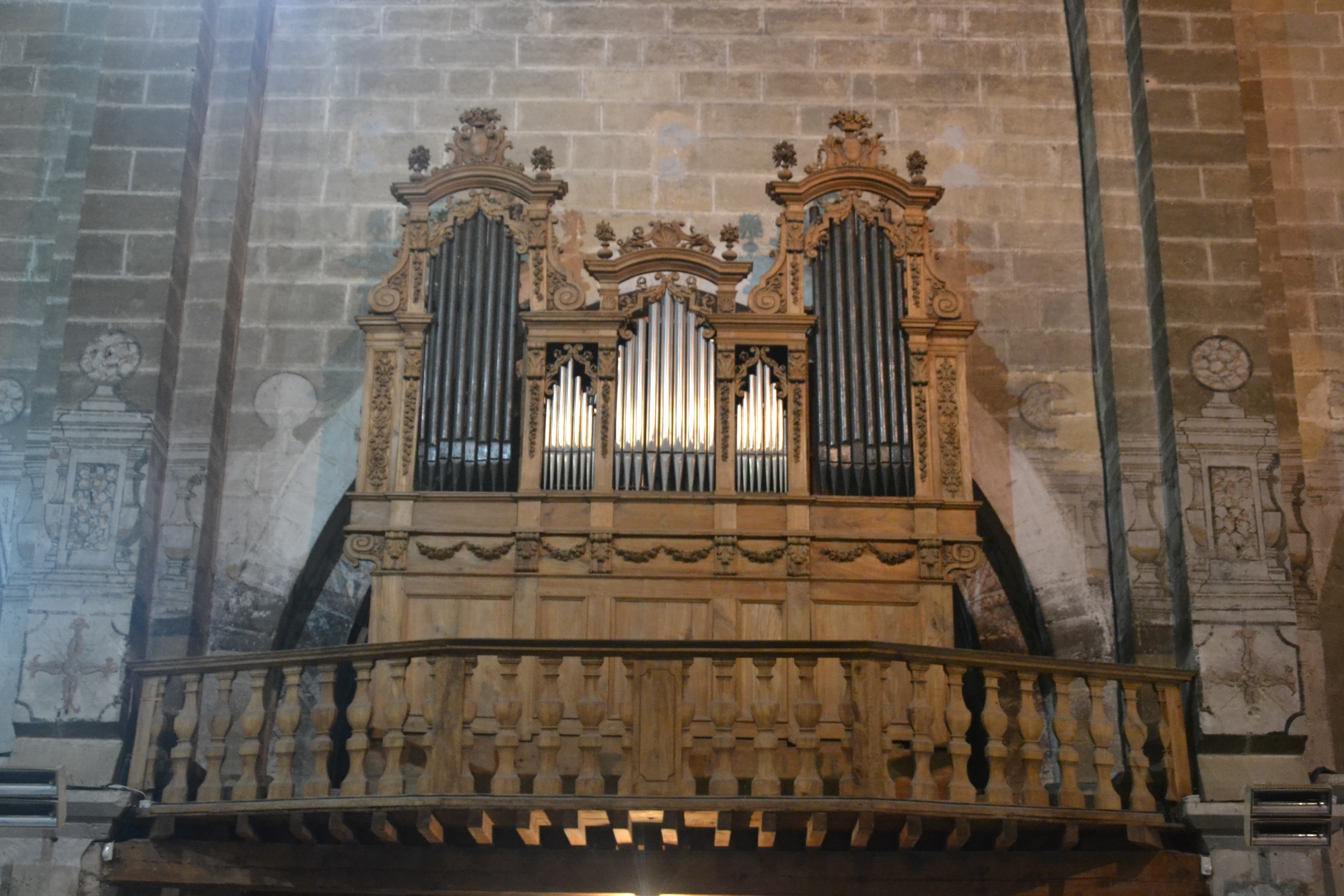
Caromb, Saint-Maurice
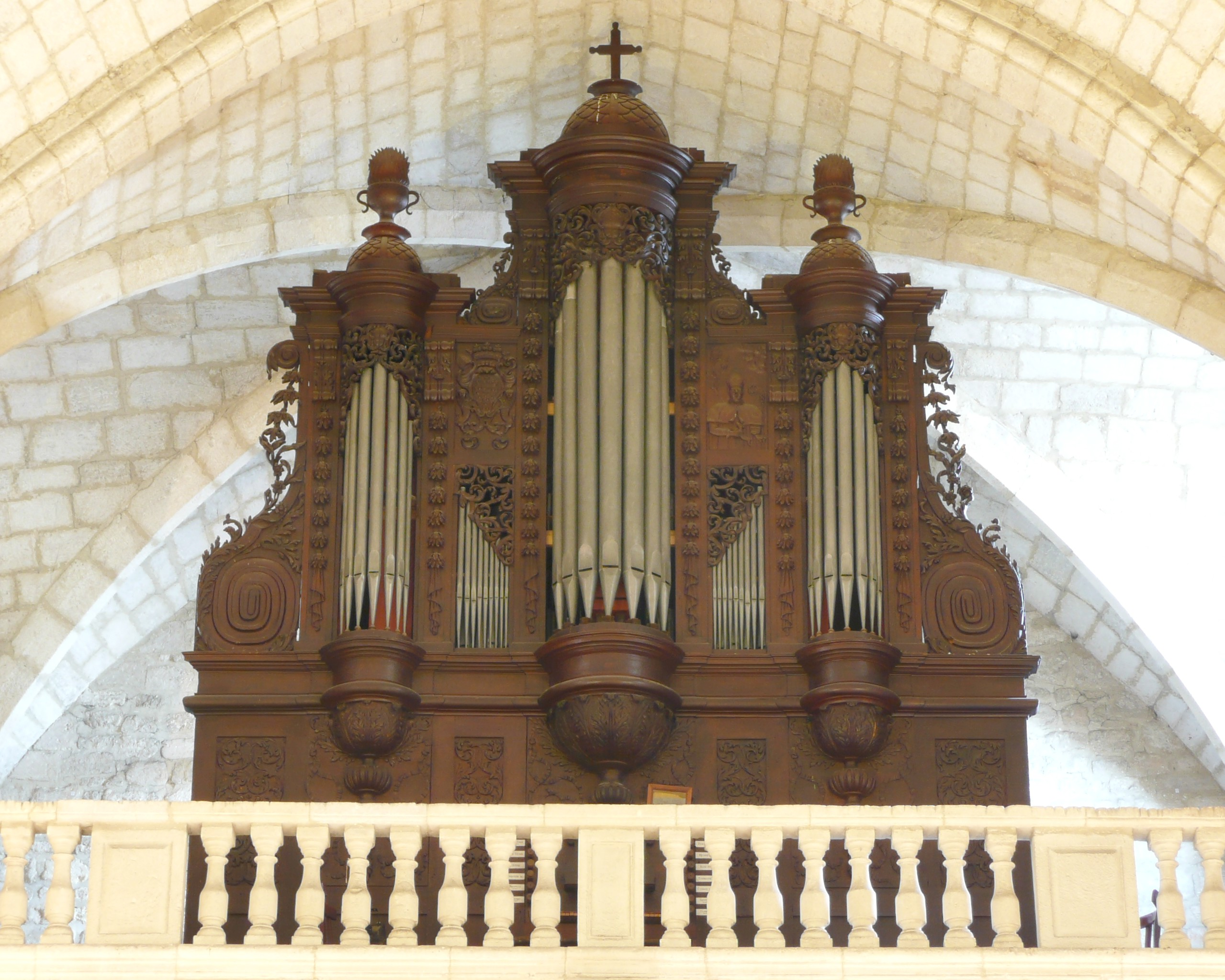
Saint-Gilles, abbatiale
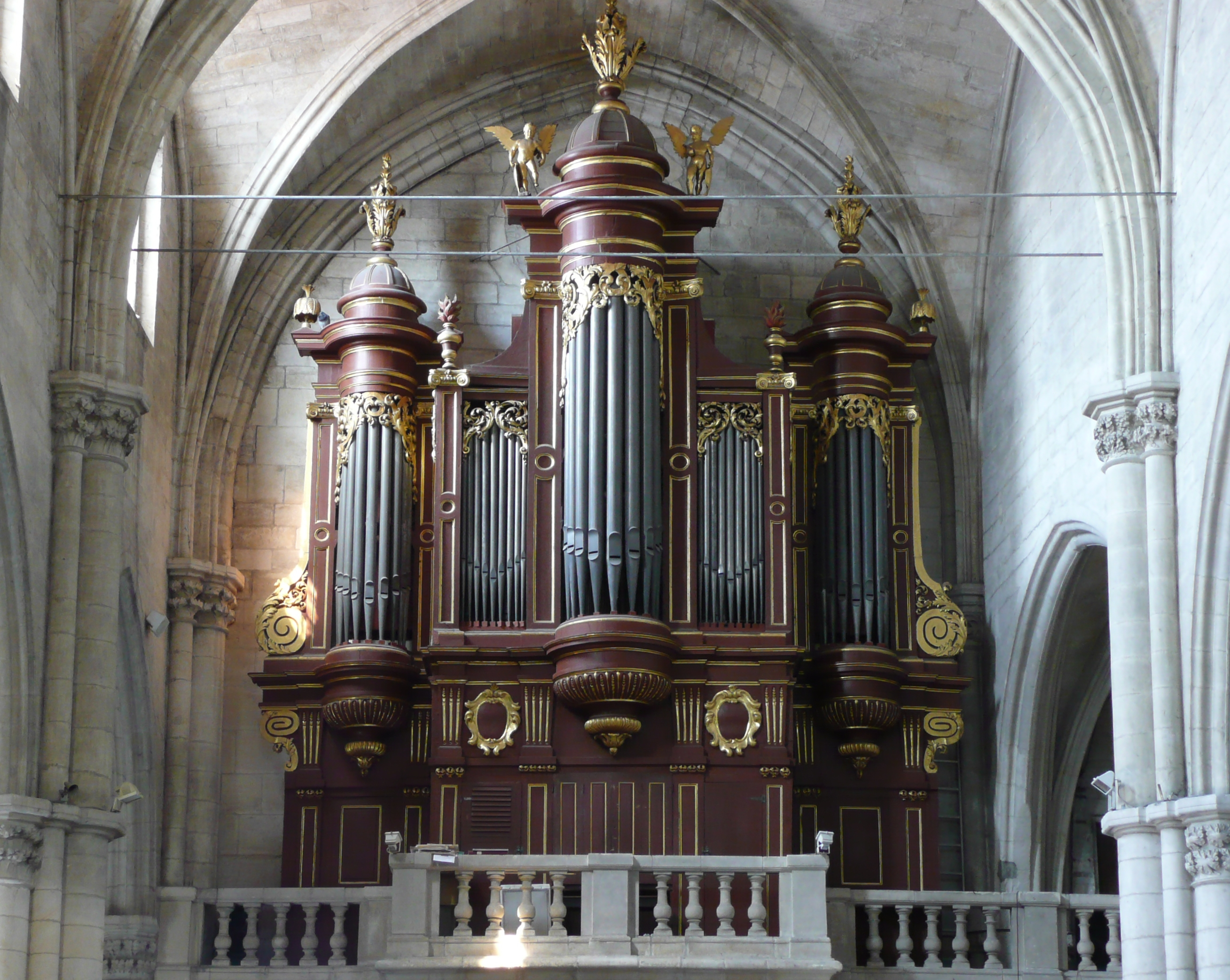
Tarascon, Sainte-Marthe
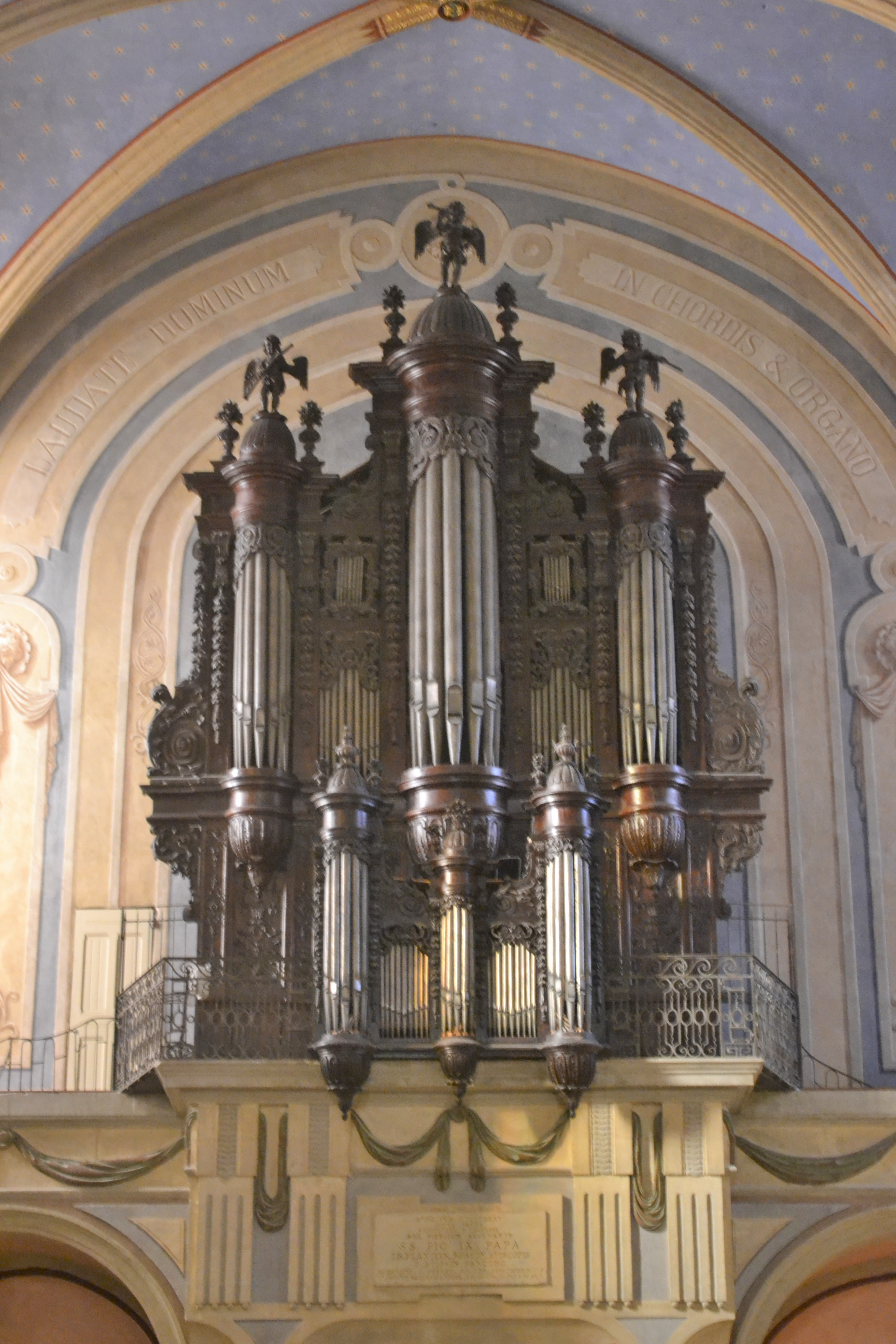
Alès, ancienne cathédrale Saint-Jean-Baptiste
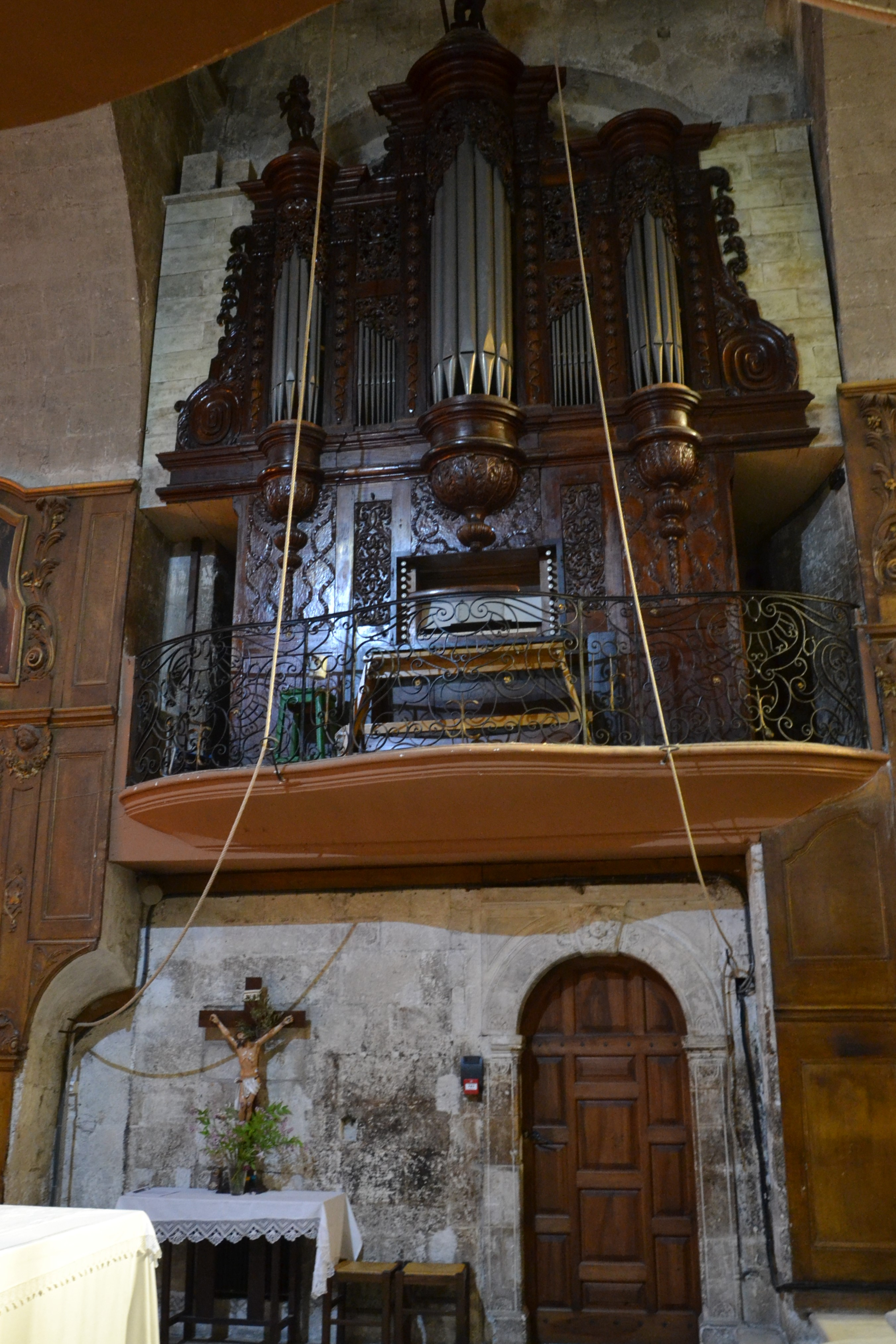
Apt, cathédrale Sainte-Anne
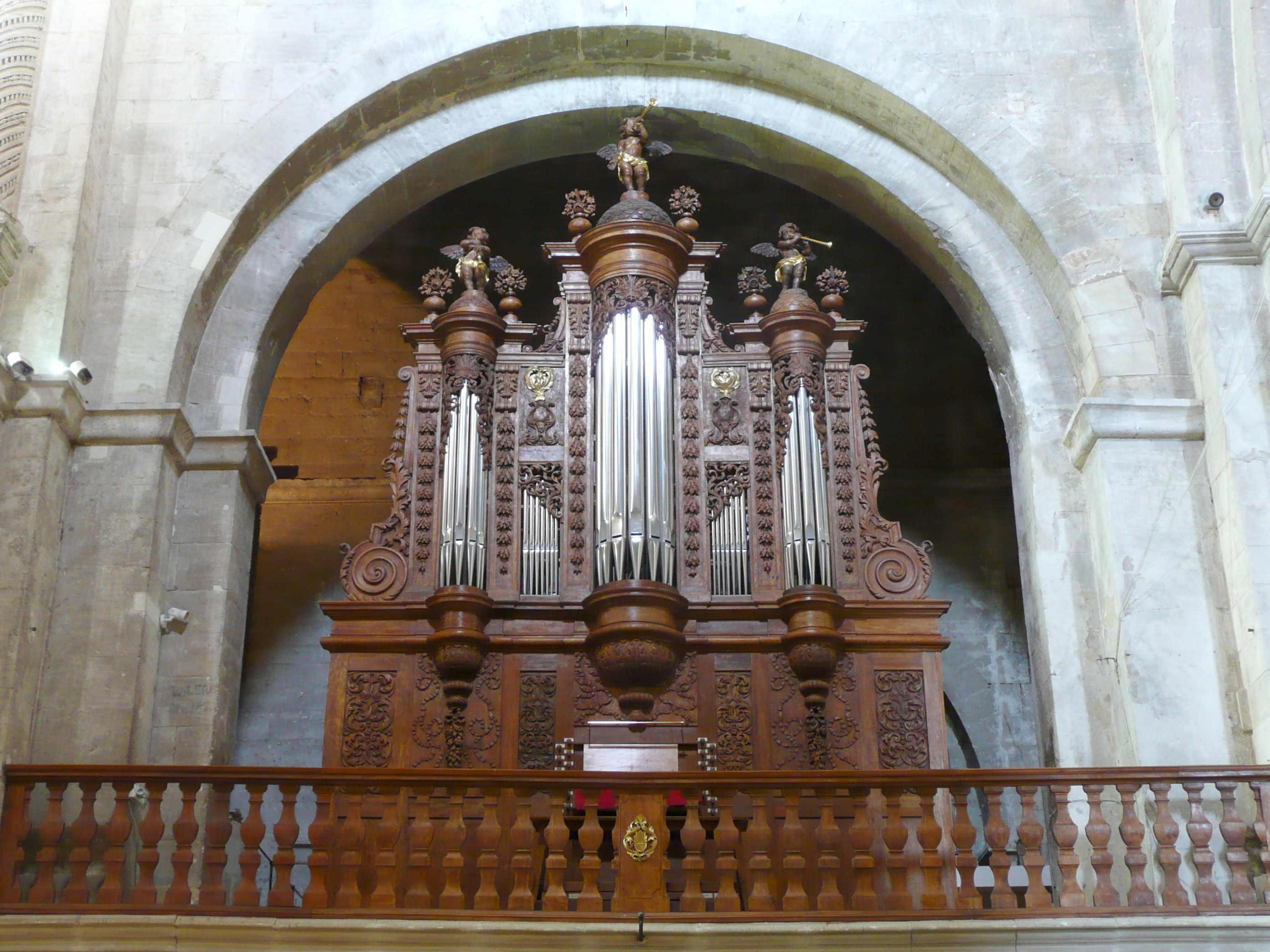
Saint Paul-Trois-Châteaux, cathédrale Notre-Dame

## Sources
- Jean-Michel Sanchez (textes) et Olivier Placet (photos), Orgues, le chœur des Anges, Le Bec en l’Air  (ISBN 2-916073-01-9)